# Rein Boomsma

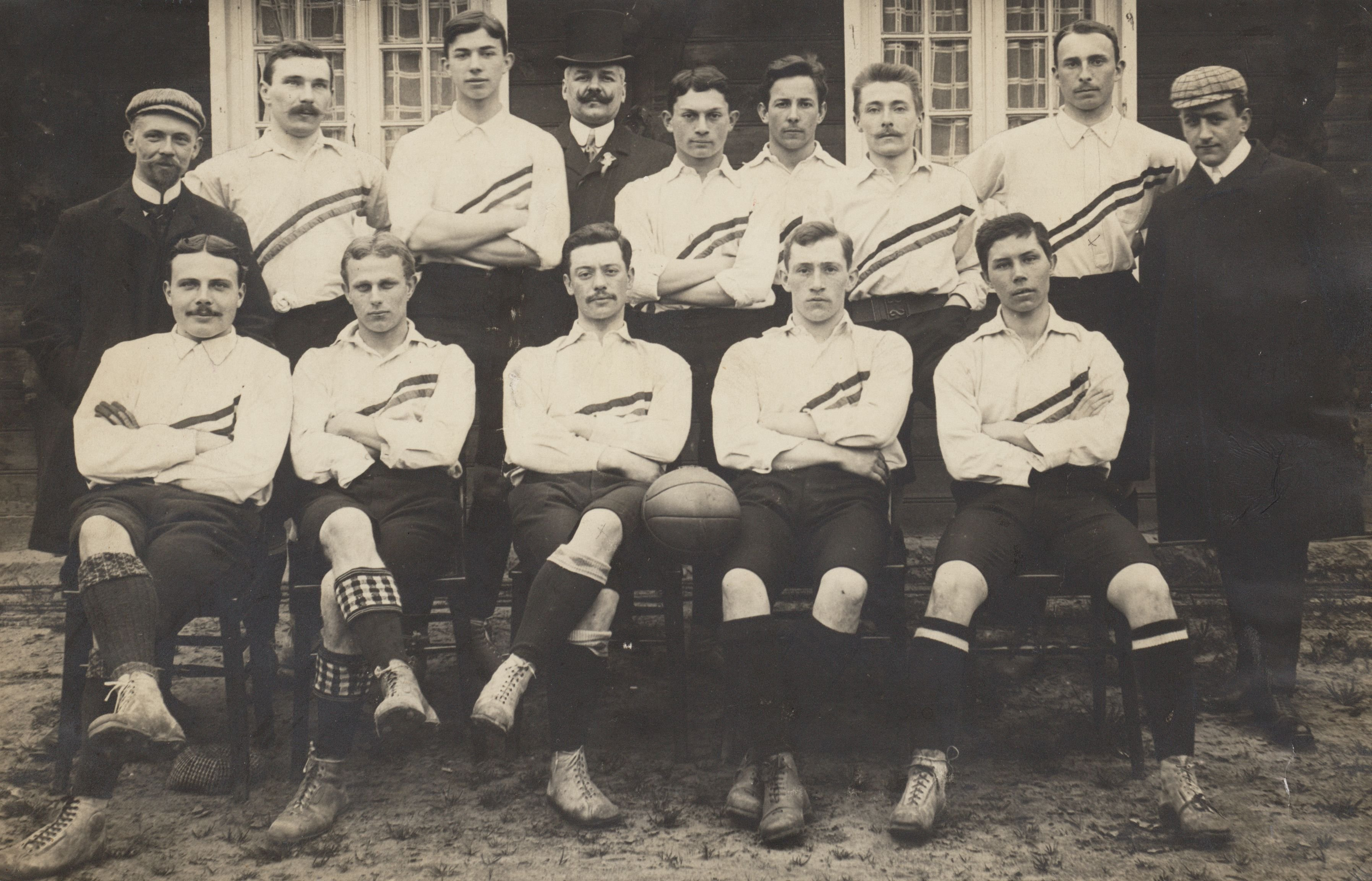
Boomsma (vordere Reihe in der Mitte) in der Mannschaft des ersten Länderspiels am 30. April 1905

Reinder „Rein“ Boomsma (* 19. Juni 1879 in Schagen; † 26. Mai 1943 in Hamburg-Neuengamme, Deutsches Reich) war ein niederländischer Soldat und als Fußballspieler einer der ersten elf Nationalspieler der Niederlande.

## Leben und Karriere

### Im Verein
Boomsma zog mit seinen Eltern als Kind nach Rotterdam, wo er 1896 seinen Schulabschluss an der hogere burgerschool machte. Der Junge spielte Fußball zunächst, wie die meisten seiner Generation, auf der Straße, ehe er sich diversen Vereinen anschloss – Minerva, Constantia und Achilles hießen die Stationen. 1894 begegnete er Kees van Hasselt, der bei Sparta spielte und auch Organisator des Fußballteams war. Boomsma schloss sich dem Club an, bei dem er sich als treffsicherer Rechtsaußen in der ersten Mannschaft etablierte. Bis 1907 war er aktiv, 1908 wurde er zum Ehrenmitglied ernannt. Unter anderem spielte er im ersten Benefizspiel in den Niederlanden: Der Erlös des Ligaspiels Spartas am 29. Oktober 1899 gegen RAP Amsterdam, die dreimal in Folge Meister der Eerste klasse West geworden waren, kam dem Niederländischen Transvaal-Komitee zugute; etwas mehr als 1200 Gulden unterstützten den Krieg der Buren unter Ohm Krüger gegen die Briten in Südafrika. Boomsma erzielte den einzigen Treffer des Spiels.

### Nationalmannschaft
Am 30. April 1905 war Boomsma wie sein Mannschaftskollege von Sparta, Bok de Korver, Mitglied jener von Kees van Hasselt zusammengestellten niederländischen Nationalelf, die das erste offizielle Fußballländerspiel in der Geschichte des Landes bestritt. In Antwerpen siegte das Team mit 4:1 gegen Gastgeber Belgien. Beim Rückspiel zwei Wochen später am 14. Mai 1905 in Rotterdam, das die Niederlande mit 4:0 gegen Belgien gewannen, gehörte Boomsma auch dem Kader an. Diese beiden Spiele blieben jedoch die einzigen Einsätze in der Nationalmannschaft.

### Militärlaufbahn und Tod im KZ
Schon 1895 war Boomsma zunächst als Freiwilliger der niederländischen Armee beigetreten und wenig später Berufssoldat geworden. Mit seiner Ehefrau Gerdadina, die er 1909 heiratete, hatte er acht Kinder.
Als Berufssoldat war Boomsma als Major Anfang der 1930er Jahre Garnisonskommandeur in Nijmegen, später, ab Februar 1937 im Rang eines Obersts, bis November 1938 Kommandant des 15. Infanterieregiments in Apeldoorn. Bei der Mobilisierung 1939 wurde der Pensionär reaktiviert; nach dem Überfall der deutschen Wehrmacht konnte Oberst Boomsma sein Regiment aus Assen unter widrigen Umständen nach Rotterdam zur Verteidigung der Stadt bringen. Nach der Kapitulation wurde er im niederländischen Widerstand aktiv; er war regionaler Leiter des Ordedienst, der Widerstandsorganisation ehemaliger Militärs. Nach Denunziationen wurde er 1941 und 1942 zweimal für insgesamt fast zwölf Monate von den Deutschen im Strafgefängnis Oranjehotel in Scheveningen inhaftiert. Im Oktober 1942 wurde er erneut festgenommen und in Utrecht, ab März 1943 im Kamp Vught gefangen gehalten. Am 4. Mai 1943 wurde er ins Konzentrationslager Neuengamme gebracht, wo er drei Wochen später starb.
Aufgrund seiner Verdienste wurde er zum Ritter des Orde van Oranje-Nassau ernannt.